# Naoya Ogawa
Naoya Ogawa (en japonés: 小川直也 Naoya Ogawa; Suginami, 31 de marzo de 1968) es un judoca, artista marcial mixto y luchador profesional japonés. Ogawa es famoso por su amplia carrera en Japón, así como por su medalla de plata en los Juegos Olímpicos de Barcelona 1992 en judo.

## Trayectoria en judo
Ogawa empezó a practicar judo en su escuela secundaria, continuando durante su estancia en la universidad Meiji en 1986. En su primer año allí, ganó el campeonato nacional, y en su segundo año, se convirtió en campeón mundial de categoría libre, el más joven de la historia hasta ese momento.
Participó en dos Juegos Olímpicos de Verano en los años 1992 y 1996, obteniendo una medalla de plata en la edición de Barcelona 1992 en la categoría de +95 kg. En los Juegos Asiáticos de 1990 consiguió una medalla de bronce.
Ganó siete medallas en el Campeonato Mundial de Judo entre los años 1987 y 1995, y una medalla en el Campeonato Asiático de Judo de 1988.

### Palmarés internacional
| Juegos Olímpicos    | Juegos Olímpicos      | Juegos Olímpicos  | Juegos Olímpicos |
| Año                 | Lugar                 | Medalla           | Categoría        |
| ------------------- | --------------------- | ----------------- | ---------------- |
| 1992                | Barcelona (España)    | Medalla de plata  | +95 kg           |
| Campeonato Mundial  |                       |                   |                  |
| Año                 | Lugar                 | Medalla           | Categoría        |
| 1987                | Essen (RFA)           | Medalla de oro    | Abierta          |
| 1989                | Belgrado (Yugoslavia) | Medalla de oro    | +95 kg           |
| 1989                | Belgrado (Yugoslavia) | Medalla de oro    | Abierta          |
| 1991                | Barcelona (España)    | Medalla de bronce | +95 kg           |
| 1991                | Barcelona (España)    | Medalla de oro    | Abierta          |
| 1993                | Hamilton (Canadá)     | Medalla de bronce | Abierta          |
| 1995                | Chiba (Japón)         | Medalla de bronce | +95 kg           |
| Juegos Asiáticos    |                       |                   |                  |
| Año                 | Lugar                 | Medalla           | Categoría        |
| 1990                | Pekín (China)         | Medalla de bronce | +95 kg           |
| Campeonato Asiático |                       |                   |                  |
| Año                 | Lugar                 | Medalla           | Categoría        |
| 1988                | Damasco (Siria)       | Medalla de oro    | Abierta          |

## Trayectoria en la lucha libre profesional
En mayo de 1997, Ogawa fue contactado por Antonio Inoki, director de la empresa Universal Fighting-Arts Organization (UFO), y se le ofreció un contrato en ella. Ogawa accedió, y fue enviado con Satoru Sayama para entrenar en la lucha libre profesional, ya que UFO poseía un acuerdo de desarrollo con New Japan Pro Wrestling.

### New Japan Pro Wrestling (1997-2001)
Naoya hizo su debut en NJPW el 12 de abril de 1997 sustituyendo a Ken Shamrock en el combate que tenía programado contra Shinya Hashimoto, en ese momento la principal estrella de la promoción y el portador del IWGP Heavyeweight Championship. En lo que fue un sorprendente final, Ogawa derrotó a Hashimoto por knockout, rompiendo la racha de victorias del campeón y recibiendo una oportunidad por el título de Shinya en el siguiente evento de NJPW, el 3 de mayo. Pero, cuando este tuvo lugar, Hashimoto se vengó de la derrota y noqueó a Naoya con una patada en la cabeza, reteniendo el campeonato. Esto daría comienzo a un brutal feudo entre ambos, que se desarrollaría en los años siguientes.
A lo largo del verano de 1997, Ogawa compitió en varias luchas llamadas Different Style Fight contra representativos de New Japan como Kazuo Yamazaki, Scott Norton, Brian Johnston y Erwin Vreeker, derrotándoles a todos; sólo The Great Muta, utilizando sus clásicas tácticas taimadas, logró vencerle. También tuvo su debut en las artes marciales mixtas, sometiendo a Rens Vrolijk. Más tarde, Ogawa intercambió una victoria con Don Frye, entrando en una pequeña rivalidad con él, y ambos tuvieron su conclusión en la final del Inoki Final Tournament, un torneo para dilucidar al que lucharía contra Antonio Inoki en su combate de retiro, con Frye ganando sobre Naoya. Para sobrellevar esta derrota, Ogawa inició un régimen de entrenamiento especial, abandonando su gi y empezando a usar mallas y botas, y adaptando su estilo a las artes marciales mixtas.
El 4 de enero de 1999, Ogawa se reencontró con Hashimoto y reanudó su enemistad con él. A mitad del combate, que se suponía que seguía reglas normales, Ogawa atacó legítimamente al árbitro Tiger Hattori y procedió a golpear a Shinya hasta hacerle sangrar. Pronto, el personal de NJPW y UFO entró en el cuadrilátero a aclarar la situación, y se inició una reyerta auténtica entre los dos grupos. Uno de los compañeros de Ogawa, Kazunari Murakami, recibió una golpiza de manos de Takashi Iizuka y tuvo que ser llevado al hospital, y a su vez, Ogawa mismo fue agredido por el directivo de NJPW Riki Choshu, el cual fue contenido por Hashimoto hasta que el guardaespaldas Gerard Gordeau logró sacar al yudoca de la arena. El suceso fue altamente polémico y nunca quedó claro cuánto de él fue realidad y cuánto ficción, y se rumoreó que Antonio Inoki había ordenado a Ogawa que actuara de esta manera para obtener popularidad sobre Hashimoto. En cualquier caso, Ogawa viajó posteriormente a Estados Unidos y derrotó a Gary Steele para ganar el NWA World Heavyweight Championship. Hashimoto le siguió hasta este país y le atacó (esta vez en kayfabe) durante una conferencia de prensa, retándole a una pelea por el título en Japón; esta vez, con Tatsumi Fujinami como árbitro, para impedir nuevos incidentes. La lucha se llevó a cabo, y Ogawa retuvo el campeonato ante Shinya, anotándose otra victoria.
Para retribuirse, Hashimoto y Iizuka hicieron equipo el evento siguiente contra Ogawa y Murakami, en un recordatorio del incidente del 1 de enero que terminó de la misma manera: Iizuka y Murakami se atacaron entre sí legítimamente y la contienda tuvo que ser reiniciada. No mucho tiempo después, Hashimoto retó a Ogawa a un último combate en el evento del 7 de abril, y aseguró que si perdía, se retiraría de la lucha libre. Esto fue lo que ocurrió, pues Naoya ganó el combate. Hashimoto tuvo entonces una emotiva ceremonia de retiro, mientras Inoki y otros intentaron convencerle de que no lo hiciera; Ogawa dijo que se arrepentía de haber destruido la carrera de su mayor rival.
Tras ello, Ogawa formó equipo de nuevo con Murakami y se enfrentó con él a Manabu Nakanishi & Yuji Nagata por el IWGP Tag Team Championship, pero no consiguieron ganar. Su última aparición juntos fue contra Nakanishi y Riki Choshu, quienes resultaron ganadores. Entre tanto, después de que Rickson Gracie hubiera derrotado a Masakatsu Funaki en el evento de artes marciales mixtas Colosseum del 26 de mayo de 2000, Ogawa fue seleccionado como el siguiente oponente de Rickson, a lo que él accedió. Por ello, Ogawa dejó vacante su campeonato para concentrarse en su lucha con Rickson. Ésta, sin embargo, nunca tendría lugar, debido a la muerte del hijo de Gracie.

### Pro Wrestling ZERO-ONE (2001-2004)
A principios de 2001, cuando Shinya Hashimoto abrió la promoción Pro Wrestling ZERO-ONE, Ogawa se presentó ante él para participar en el primer evento, ya fuera peleando contra Hashimoto o haciendo equipo con él contra los representantes de Pro Wrestling NOAH que iban a asistir. Shinya lo rechazó, pero Naoya apareció de todas formas después del encuentro y confrontó a uno de los oponentes de Hashimoto, Mitsuharu Misawa y Jun Akiyama. Misawa golpeó a Naoya y éste intentó atacarle, pero Akiyama y Kazuyuki Fujita lo impidieron antes de que se formase una reyerta a tres bandas. A partir de ese momento, Ogawa y su segundo Kazunari Murakami se pusieron del lado de Hashimoto en su enfrentamiento con NOAH.
Tras la disolución del equipo con Murakami, Naoya se reconcilió con Hashimoto y formó un exitoso tag team con él, que recibió el nombre de "OH Gun".

### HUSTLE (2004-2007)
En 2004, ZERO1 y Dream Stage Entertainment hicieron una alianza para crear una nueva promoción llamada HUSTLE. Como representantes de ZERO1, Ogawa y Shinya Hashimoto fueron requeridos en la primera conferencia de prensa de HUSTLE, en diciembre de 2003. Durante la misma (toda ella kayfabe), el presidente de Dream Stage Nobuyuki Sakakibara criticó la lucha libre profesional en favor de las artes marciales mixtas (MMA), lo que causó la ira de Ogawa. Este, que estaba sentado a su lado, volteó la mesa de una patada y se encaró a él, proclamando que defendería la lucha libre ante todo. Con Hashimoto para contenerle y que el incidente terminase sin complicaciones, el directivo de Dream Stage y antiguo luchador Nobuhiko Takada acudió más tarde a apoyar a Sakakibara, y proclamó que él defendería el honor de las MMA ante la lucha libre, tal y como había hecho con el shoot wrestling en sus anteriores empresas. Ogawa y Takada acordaron resolver la disputa en el evento HUSTLE-1, donde un grupo de luchadores elegidos por Takada se enfrentaría a otro elegido por Ogawa, quien además debería enfrentarse a Bill Goldberg. La misma noche, sin embargo, Giant Silva intervino para causar la derrota de Ogawa, tras lo que ambos grupos se atacaron entre sí.
En la siguiente noche de HUSTLE, cuando Takada se pronunció como Generalissimo Takada y declaró que su objetivo era destruir la lucha libre profesional, Ogawa y Hashimoto fundaron el HUSTLE Army, una agrupación de entusiastas luchadores profesionales que se opondrían a él. Naoya se convirtió en el líder y principal estrella del grupo, adoptando como lema "I'm Chicken" después de que fuera burlonamente apodado así por Takada en el primer evento de HUSTLE. Además, después de sufrir una derrota en solitario ante seis miembros del equipo de Takada debido a una estipulación puesta por este, Ogawa llamó a HUSTLE a las principales figuras de la lucha libre de Japón, siendo Riki Choshu y Toshiaki Kawada las primeras de ellas, para que se unieran a él y Hashimoto en su cruzada. Fue en ese momento cuando Ogawa empezó a alternar sus apariciones en HUSTLE y ZERO1 con PRIDE Fighting Championships, la empresa de artes marciales mixtas de Dream Stage Entertainment.
En septiembre, después de que Ogawa perdiese en 54 segundos contra Fedor Emelianenko en PRIDE, Generalissimo Takada declaró que Ogawa tendría prohibido competir en 54 días. Sin embargo, Ogawa afirmó que había encontrado un suplente gracias a sus contactos con Hulk Hogan para sustituirle en el ring. Dicho sustituto resultó ser un enmascarado llamado Captain O, que vestía de igual manera al alter ego de Hogan, Mr. America, y que supuestamente no tenía nada que ver con Ogawa, de la misma manera a como se decía en su momento que Mr. America no tenía nada que ver con Hogan. Temiendo que fuese Ogawa quien estuviera tras la máscara (lo cual era evidente para el público), Commander An Jo mandó a varios luchadores a maniatar a Captain O y puso a Flying Vampire #16 a vigilarle. Sin embargo, minutos más tarde, An Jo descubrió que O se había escapado, y este apareció en el escenario para revelar que su nombre era realmente Judo O. La misma noche, Judo O hizo equipo con HUSTLE RIKISHI para derrotar a Hakushi & Russian 54, siendo este último una parodia de Emelianenko.
Tras el retorno de Ogawa al ring, HUSTLE llevó a cabo un programa conjunto con Michinoku Pro Wrestling, cuyo director, The Great Sasuke, se ofreció inmediatamente a luchar al lado de Naoya contra Takada.
A principios de 2007, Ogawa desapareció del HUSTLE Army y reapareció después sorprendentemente del lado de Takada. El yudoca ostentaba ahora una personalidad arrogante y vanidosa y se hacía llamar "Monster Celebrity", siempre vestido con lujosos abrigos y gafas de sol. Takada explicó que Ogawa había sido controlado mentalmente por él para convertirlo en uno de sus esbirros, y envió a Naoya a derrotar a \(^o^)/ Chie para demostrarlo. Ogawa compitió un par de eventos más en HUSTLE, antes de ser liberado de su contrato para competir en Inoki Genome Federation.

## Trayectoria en las artes marciales mixtas
Ogawa tuvo su primera lucha de artes marciales mixtas (MMA) el mismo año de su debut en NJPW, participando en un evento promovido por Chris Dolman en Holanda en el que representó a la compañía contra el local Rens Vrolijk. Ogawa sometió a su oponente relativamente rápido, proyectándole a la lona y ejecutando un rear naked choke.
El debut internacional de Ogawa sería para el evento PRIDE 6 de PRIDE Fighting Championships, frente a frente con el kickboxer canadiense y antiguo competidor de Ultimate Fighting Championship Gary Goodridge. Con un oponente más difícil que el anterior, Naoya evidenció los clásicos problemas de adaptación a las normas de las MMA desde su carrera en el yudo, recibiendo pesados golpes al principio y casi fallando su primer derribo a dos piernas, pero un esfuerzo le permitió responder al fuego y llevar a Goodridge a la lona. Ogawa inmediatamente intentó varias sumisiones, pero la fuerza de Goodridge y su propia inexperiencia dificultaban su ofensiva, con el yudoca logrando solamente tomar su espalda. Transcurridos más intentos de sumisión, Ogawa lanzó una larga serie de puñetazos sobre un Gary de aspecto cansado antes del fin de la ronda. En la siguiente, Ogawa volvió a derribar a Goodridge con un barrido y logró cerrar una llave de brazo por fin, haciendo someter al canadiense.
Por motivos poco especificados, corrió el rumor entre los foros de MMA estadounidenses de que la lucha había sido comprada para dejar ganar a Ogawa, favorito de los fanes, pero Goodridge negó estos rumores en una entrevista, afirmando que, si bien había recibido efectivamente una oferta anónima para dejarse ganar a cambio de dinero, no la había aceptado, habiendo sido la contienda totalmente legítima.
En 2000, Ogawa entró en negociaciones con Rickson Gracie para una lucha entre ambos en la liga Colosseum, en la que Gracie ya había vencido a Masakatsu Funaki. La lucha fue programada para el siguiente año, con Ogawa llegando a dejar vacante el NWA World Heavyweight Championship a fin de concentrarse en entrenar para su encuentro con Gracie, pero todos los planes se suspendieron con la noticia de la muerte del hijo de Rickson, Rockson, a principios de año.
Ogawa volvería a PRIDE en el evento PRIDE 11 en octubre, enfrentándose al campeón mundial de karate Masaaki Satake en un combate de estilos clásicos. El combate tenía también cierto sabor a revancha, ya que Satake venía de derrotar a Kazunari Murakami, el antiguo compañero de entrenamiento de Naoya, y se esperaba que Ogawa vengase a su camarada caído. Llegada la noche, Satake comenzó la lucha con puñetazos y patadas, evitando los derribos de Ogawa pero al mismo tiempo sin ser capaz de acertar golpes decisivos, mientras Ogawa lanzaba puñetazos también en un intento de permanecer activo. En la segunda ronda, sin embargo, el yudoca no perdió tiempo en llevar a Satake a la lona y una vez allí ejerció su superioridad estilística, aplicando un rear naked choke para someter a Masaaki.
En 2002, Ogawa participaría en el primer evento de Universal Fighting-Arts Organization en una lucha muy anticipada contra otro medallista olímpico, el campeón iraní de lucha grecorromana Matt Ghaffari. En un interesante giro de los protocolos habituales, Ghaffari afirmó que ganaría el combate, y que noquearía a Naoya con rodillazos en poco tiempo. Sin embargo, el combate fue muy diferente: aunque Matt pudo derribar a Ogawa en una ocasión, el japonés dominó los intercambios verticales, y acertó un sólido derechazo que hizo caer a Ghaffari, el cual se rindió. Más tarde se reveló que el puñetazo había desajustado una de las lentillas de Matt, lo que le impidió continuar peleando. Como dato, Rickson Gracie fue invitado a asistir al evento e incluso entrenar con Ogawa, y de nuevo habló de planes de enfrentarse a él, pero no se llegó a concretar nada.
Dos años después, Ogawa tomó parte en el torneo PRIDE Grand Prix como un representativo de la promoción de lucha libre profesional HUSTLE, siendo su primer oponente estipulado el veterano de K-1 Stefan Leko. En un intercambio corto y sorprendente, Naoya acertó un puñetazo sobre Leko y lo derribó, logrando entonces un arm triangle choke para hacer al árbitro parar la contienda. De la misma manera que en su debut en PRIDE, Ogawa recibió acusaciones de haber luchado una pelea comprada, sobre todo por la improbable posibilidad de que un yudoca hubiera noqueado a un varias veces campeón de kickboxing, pero no hubo mayores pruebas de ello. Curiosamente, el siguiente combate de la cartelera tendría un resultado idéntico al de Ogawa y Leko, con el experto en lucha libre Kevin Randleman ganando sobre Mirko Filipović a través de un puñetazo afortunado.
El avance de Naoya en el torneo le situó contra Giant Silva, quien por esas fechas era activo en HUSTLE y ya había conocido a Ogawa allí. A pesar de los 2.20m de estatura de su oponente, el yudoca no lo tuvo difícil a la hora de derribarle, y una vez en el piso, a pesar de una defensa a ras de lona inusualmente experta por parte del gigante, Ogawa lanzó puñetazos sobre él hasta que el árbitro detuvo la lucha a su favor. Sin embargo, tras avanzar a la semifinal, Ogawa se enfrentó a una oposición muy diferente, el ruso Fedor Emelianenko, en un combate que los fanes habían solicitado expresamente por votación. Sin embargo, la diferencia de nivel entre ambos pronto se hizo valer, y Ogawa terminó rindiéndose en un cross armbar en 54 segundos.
La última lucha de Ogawa en las MMA fue en 2005, contra nada menos que el que le arrebató el campeonato mundial de yudo la última vez que se enfrentaron, Hidehiko Yoshida. La lucha fue muy anticipada y motivada, y a sazón de ello fue una de las más caras de la historia, con ambos contendientes recibiendo $2 millones como emolumento por su participación. El combate era una perspectiva difícil para Naoya, y la principal diferencia la estipulaba el entrenamiento: Yoshida se había dedicado exclusivamente a las MMA desde 2002, mientras que Ogawa había luchado sólo de forma ocasional fuera de sus compromisos de lucha libre. Sin embargo, Ogawa aceptó la pelea con decisión en cuanto se le propuso en las negociaciones de PRIDE, y para demostrar su motivación a pesar de todo, hizo su entrada en el evento con la hachimaki y el tema musical "Bakusho Sengen" de su amigo Shinya Hashimoto, recientemente fallecido, a modo de tributo. Comenzada la batalla, Yoshida atacó con golpes y llevó a Naoya a la lona, teniendo lugar un largo y agresivo intercambio de reversiones y ground and pound, en el que Ogawa asestó varios puñetazos certeros y Hidehiko lanzó un pisotón a la cabeza cuando tuvo la oportunidad. Al final, en una explosión de energía, Yoshida cerró un cross armbar desde la guardia, y Naoya, no pudiendo salir de él, hubo de rendirse.

## En lucha
- Movimientos finales
  - STO Bomber[3] (Running lariat transicionado en osoto otoshi)
  - STO - Space Tornado Ogawa[2][1][3] (Osoto otoshi, usualmente en sucesión)
  - GTO - Grand Tornado Ogawa[20] (Half Nelson choke)
  - Super Celeb[21] (Argentine backbreaker drop) - 2007
  - Sleeper hold[2][1][3]

- Movimientos de firma
  - Mitokoro-Gatame[3] (Ankle lock inverted triangle choke)
  - Belly to back suplex[1][3]
  - Cross armbar
  - Figure four leglock[1]
  - Fujiwara armbar
  - Harai goshi[1]
  - Jumping knee strike a la cara de un oponente cargando
  - Múltiples stiff shoot kicks al pecho del oponente
  - Running jumping leg drop[22]
  - Tomoe nage[1]
  - Ude-garami

- Apodos
  - "Bōsō Ō" (破壊王 Bōsō Ō?, "El Rey Temerario")
  - "Captain HUSTLE" (キャプテン・ハッスル Kyaputen Hassuru?)
  - "Monster Celebrity"

## Campeonatos y logros

### Pro Wrestling
- National Wrestling Alliance
  - NWA World Heavyweight Championship (1 vez)

- New Japan Pro Wrestling
  - NWA World Heavyweight Championship (1 vez)

- Pro Wrestling ZERO-ONE
  - ZERO-ONE United States Heavyweight Championship (1 vez)
  - NWA Intercontinental Tag Team Championship (2 veces) – con Shinya Hashimoto
  - OH Tag Festival (2003) - con Katsuhisa Fujii

- Pro Wrestling Illustrated
  - Situado en el N°41 en los PWI 500 de 1999[23]
  - Situado en el N°83 en los PWI 500 de 2000[24]
  - Situado en el N°108 en los PWI 500 de 2001[25]
  - Situado en el N°148 en los PWI 500 de 2002[26]
  - Situado en el N°281 en los PWI 500 de 2003[27]
  - Situado en el N°93 en los PWI 500 de 2004[28]
  - Situado en el N°308 en los PWI 500 de 2008[29]
  - Situado en el Nº152 en los PWI 500 de 2010

- Tokyo Sports Grand Prix
  - Espíritu de lucha (1999) compartido con Manabu Nakanishi
  - Premio tópico (1997)

## Récord en artes marciales mixtas
| Resultado | Récord | Oponente          | Método                        | Evento                              | Fecha                    | Ronda | Tiempo | Localización              |
| --------- | ------ | ----------------- | ----------------------------- | ----------------------------------- | ------------------------ | ----- | ------ | ------------------------- |
| Derrota   | 7-2    | Hidehiko Yoshida  | Sumisión (cross armbar)       | PRIDE Shockwave 2005                | 31 de diciembre de 2005  | 1     | 6:04   | Saitama, Japón            |
| Derrota   | 7-1    | Fedor Emelianenko | Sumisión (cross armbar)       | PRIDE Final Conflict 2004           | 15 de agosto de 2004     | 1     | 0:54   | Saitama, Japón            |
| Victoria  | 7-0    | Giant Silva       | TKO (puñetazos)               | PRIDE Critical Countdown 2004       | 20 de junio de 2004      | 1     | 3:29   | Saitama, Japón            |
| Victoria  | 6-0    | Stefan Leko       | Sumisión (arm triangle choke) | PRIDE Total Elimination 2004        | 25 de abril de 2004      | 1     | 1:34   | Saitama, Japón            |
| Victoria  | 5-0    | Matt Ghaffari     | TKO (puñetazos)               | UFO Legend                          | 8 de agosto de 2002      | 1     | 0:56   | Tokio, Japón              |
| Victoria  | 4-0    | Masaaki Satake    | Sumisión (rear naked choke)   | PRIDE 11 - Battle of the Rising Sun | 31 de octubre de 2000    | 2     | 2:01   | Osaka, Japón              |
| Victoria  | 3-0    | Rob Peters        | Sumisión (rear naked choke)   | UFO Europe - Free Fight Gala        | 28 de noviembre de 1999  | 1     | 2:00   | Kijkduin, Holanda         |
| Victoria  | 2-0    | Gary Goodridge    | Sumisión (Kimura lock)        | PRIDE 6                             | 4 de julio de 1999       | 2     | 0:36   | Yokohama, Kanagawa, Japón |
| Victoria  | 1-0    | Rens Vrolijk      | Sumisión (rear naked choke)   | RDFF 1                              | 27 de septiembre de 1997 | 1     | 2:51   | Ámsterdam, Holanda        |